# Ceresium geniculatum
Ceresium geniculatum là một loài bọ cánh cứng trong họ Cerambycidae.